# Roșia (okręg Sybin)
Roșia – wieś w Rumunii, w okręgu Sybin, w gminie Roșia. W 2011 roku liczyła 1468 mieszkańców.